# Eugenia de Montijo (métro de Madrid)
Eugenia de Montijo est une station de la ligne 5 du métro de Madrid, en Espagne.

## Situation
La station est située entre Carabanchel au nord-est, en direction de Alameda de Osuna et Aluche à l'ouest, en direction de Casa de Campo.
Elle est établie sous l'intersection entre le chemin des Ingénieurs et la rue de Notre-Dame-de-la-Lumière. Elle comprend deux voies et deux quais latéraux.

## Dénomination
La station porte le nom d'Eugénie de Montijo (1826-1920), aristocrate espagnole, impératrice des Français, épouse de Napoléon III. Un parc situé au sud de la station porte son nom.

## Historique
La station est ouverte le 27 octobre 1999 sur la ligne déjà en fonctionnement.

## Service des voyageurs

### Accueil
L'accès à la station s'effectue par un édicule situé en lisière d'un parc, équipé d'escaliers, d'escaliers mécaniques et d'ascenseurs.

### Intermodalité
La station est en correspondance avec les lignes d'autobus no 17 et N26 du réseau EMT.